# Pilliod Motor Company
Die Pilliod Motor Company war ein kurzlebiger US-amerikanischer Automobilhersteller in der Mitte der 1910er Jahre. Das Unternehmen stellte Mittelklasse-Automobile mit Schiebermotoren eigener Konstruktion her. Der Markenname lautete Pilliod.

## Unternehmensgeschichte
Gegründet wurde die Pilliod Motor Company 1915 von Charles J. Pilliod. Das Unternehmen hatte seinen Sitz an der 1212, Oakwood Avenue in Toledo. Ein Prototyp wurde bereits an der lokalen Automobilausstellung im Februar 1915 gezeigt. Seine Besonderheit war der erste in den USA gebaute Schiebermotor. Sein Achtzylinder-Schiebermotor war nicht nur der erste dieser Art in den USA, zugleich war er einer der ersten mit einem Motorblock aus Aluminium. Für die Konstruktion des V-Motors zeichnete Pilliod selber verantwortlich. Der Zylinderbankwinkel betrug 90°, die gekühlten Drehscheiben waren seitlich an den Zylindern angeordnet. Der Motor wies eine aufwendige Druckumlaufschmierung und Thermosiphonkühlung auf.
In dieser Form ging der Wagen jedoch nicht in Serie. Stattdessen erschien Ende 1915 der Pilliod Model F, eine Vierzylinder-Version in Aluminiumbauweise mit ähnlichen Konstruktionsmerkmalen. Der Motor wog nur 390 lb (177 kg), seine Leistung wird mit 27 HP angegeben. Zusätzliche Angaben fehlen, sodass nicht klar ist, ob es sich hierbei um gemessene (bhp) oder errechnete Angaben handelt. Letzteres war als N.A.C.C.-Rating eine verbreitete Leistungsangabe, die von der damaligen Industrievereinigung National Automobile Chamber of Commerce verwendet wurde und auf die Zylinderbohrung abstellt.
Die einzige ab Werk erhältliche Karosserievariante war ein fünfsitziger Touring, der Radstand betrug 120 Zoll (3048 mm). Das Fahrzeug kostete 1485 US-Dollar.
Bereits im Juni 1916 musste die Pilliod Motor Company Insolvenz anmelden; Aktiven von 9559 Dollar standen Schulden von 30.320 Dollar gegenüber. Das Unternehmen wurde aufgelöst. Charles Pilliod blieb als Ingenieur dem Fahrzeugbau verbunden.